# Ralf Mackenbach
Ralf J. J. Mackenbach (Best, 4 ottobre 1995) è un cantante, ballerino e fisico olandese.
Ha vinto il Junior Eurovision Song Contest 2009 a Kiev in Ucraina, ricevendo 121 punti con la canzone Click Clack, scritta da lui.
Nel settembre 2010 ha pubblicato il suo primo album chiamato RALF.

## Biografia
Ralf Mackenback ha iniziato a imparare a danzare frequentando l'accademia Lucia Marthas fino al 2009, ha avuto il ruolo di piccolo Tarzan nel musical omonimo e il ruolo di Jakopje nel musical La bella e la bestia.
Ha preso lezioni di recitazione presso la CKE (Centrum voor de Kunsten Eindhoven) a Eindhoven, mentre nel 2011 ha partecipato alla versione britannica del reality show Stars Dance on Ice.
Dopo il diploma di scuola secondaria, Mackenbach ha conseguito un master in fusione nucleare presso l'Università tecnica di Eindhoven, per la quale ha scritto la tesi Modellazione numerica della penetrazione modale nelle geometrie cilindriche utilizzando M3D-C1.
Proseguendo i suoi studi, Ralf ha completato il suo dottorato di ricerca con lode nel novembre 2023 con una tesi intitolata Energia disponibile: una bussola per navigare nel paesaggio non lineare della turbolenza del plasma di fusione. Ha successivamente il suo lavoro come ricercatore post-dottorato presso la Scuola politecnica federale di Losanna, in Svizzera.

## Discografia

### Album
- 2010 – RALF
- 2011 – Moving On
- 2012 – Seventeen

### Singoli
- 2009 – Click Clack
- 2009 – Jingle Bell Rock
- 2010 – Doe de smoove!
- 2010 – Wickie de viking
- 2010 – Secret Girl
- 2011 – Dance
- 2013 – Disco Dude
- 2014 – Vandaag